# Comuna Bârsa, Arad
Bârsa (în maghiară: Barza) este o comună în județul Arad, Crișana, România, formată din satele Aldești, Bârsa (reședința), Hodiș și Voivodeni.

## Demografie
Componența etnică a comunei Bârsa
     Români (89,09%)
     Romi (2,59%)
     Alte etnii (0,12%)
     Necunoscută (8,19%)
Componența confesională a comunei Bârsa
     Ortodocși (74,25%)
     Penticostali (11,21%)
     Baptiști (3,94%)
     Adventiști (1,66%)
     Alte religii (0,74%)
     Necunoscută (8,19%)
Conform recensământului efectuat în 2021, populația comunei Bârsa se ridică la 1.623 de locuitori, în scădere față de recensământul anterior din 2011, când fuseseră înregistrați 1.791 de locuitori. Majoritatea locuitorilor sunt români (89,09%), cu o minoritate de romi (2,59%), iar pentru 8,19% nu se cunoaște apartenența etnică. Din punct de vedere confesional, majoritatea locuitorilor sunt ortodocși (74,25%), cu minorități de penticostali (11,21%), baptiști (3,94%) și adventiști (1,66%), iar pentru 8,19% nu se cunoaște apartenența confesională.

## Politică și administrație
Comuna Bârsa este administrată de un primar și un consiliu local compus din 11 consilieri. Primarul, Elena-Luminița Toma[*], de la Partidul Social Democrat, este în funcție din 1 noiembrie 2024. Începând cu alegerile locale din 2024, consiliul local are următoarea componență pe partide politice:
|  | Partid                          | Consilieri | Componența Consiliului | Componența Consiliului | Componența Consiliului | Componența Consiliului | Componența Consiliului |
|  | ------------------------------- | ---------- | ---------------------- | ---------------------- | ---------------------- | ---------------------- | ---------------------- |
|  | Partidul Social Democrat        | 5          |                        |                        |                        |                        |                        |
|  | Partidul Național Liberal       | 5          |                        |                        |                        |                        |                        |
|  | Alianța pentru Unirea Românilor | 1          |                        |                        |                        |                        |                        |

## Atracții turistice
- Muzeul de ceramică populară din satul Bârsa